# Francisco de Sales da Costa Lobo
Francisco de Sales da Costa Lobo (Vila Real, São Pedro, 21 de Novembro de 1852 - ?) foi um médico, político e arqueólogo português.

## Família
Filho de Agostinho José da Costa (Vila Real, Adoufe, c. 1825 - ?), Fundador e Director do Banco de Vila Real, e de sua mulher (Vila Real, São Pedro, 1 de Janeiro/Dezembro de 1847) Henriqueta da Conceição de Freitas Lobo (Vila Real, São Pedro - ?), Senhora da Casa Grande da Azinheira.

## Biografia
Formado em Medicina pela Faculdade de Medicina da Universidade de Coimbra, Médico, Governador Civil do Distrito de Vila Real e Arqueólogo.

## Casamento e descendência
Casou com Maria do Loreto de Oliveira Bahia, filha de Anselmo Pereira Bahia, de Cabeceiras de Basto, Abadim, e de sua mulher Ermelinda de Oliveira Guimarães, com descendência.